# Polygrammodes griseinotata
Polygrammodes griseinotata là một loài bướm đêm trong họ Crambidae.